# Flugplatz Wels
Flugplatz Wels är en flygplats i Österrike.   Den ligger i distriktet Wels Stadt och förbundslandet Oberösterreich, i den nordöstra delen av landet, 170 km väster om huvudstaden Wien. Flugplatz Wels ligger 317 meter över havet.
Terrängen runt Flugplatz Wels är platt. Trakten är tätbefolkad. Närmaste större samhälle är Wels, 1,9 km söder om Flugplatz Wels.